# Owl Fisher
Ugla Stefanía Kristjönudóttir Jónsdóttir (Islândia, 6 de janeiro de 1991), ou Owl Fisher, é uma pessoa trans não-binária islandesa que atua como jornalista, cineasta e ativista.

## Vida pregressa
Owl Fisher nasceu na Islândia, em 6 de janeiro de 1991. Owl anunciou ser uma pessoa trans em 2010, sendo uma das pessoas mais jovens a passar por uma transição médica em seu país. O pai de Owl atualmente lidera o conselho de governo do município de Húnavatnshreppur, a área onde Owl nasceu e cresceu, e escreveu publicamente em apoio à sua transição.
Em 2016, Owl Fisher formou-se pela Universidade da Islândia, com mestrado em Estudos de Gênero.

## Ativismo e carreira

### Ativismo LGBTQIA+
Owl Fisher foi uma das pessoas que, em 2011, fundou a Hinsegin Norðurland (HIN), uma organização para pessoas queer no norte da Islândia. Em seguida, Owl ingressou no conselho da Trans Islândia e presidiu a organização até março de 2022. Também fez parte do conselho educacional da Samtökin '78, a organização nacional queer da Islândia, de 2012 a 2016. Em nível internacional, Owl Fisher também fez parte do conselho da The International LGBTQI Queer and Student Organization de 2014 a 2016.
Em 2016, Owl fez uma palestra no TEDx Reykjavík chamada "Moving Beyond the Binary of Sex and Gender" (Indo além do sexo e do gênero binários), onde falou sobre pessoas trans e intersexuais de sua própria perspectiva pessoal.
Como presidente da organização Trans Islândia, Owl Fisher atuou na elaboração de legislação para expandir os direitos das pessoas trans e não-binárias na Islândia. De 2015 a 2019, em colaboração com Kitty Anderson da Intersex Islândia e com legisladores islandeses, ajudou a desenvolver a Lei de Autonomia de Gênero, que foi aprovada em junho de 2019. Owl criticou a versão final do projeto de lei por remover as disposições contra intervenções médicas intersexuais que originalmente faziam parte do projeto.
Owl Fisher mudou-se para o Reino Unido em 2016. Co-dirigiu um projeto cinematográfico em andamento chamado My Genderation, destacando experiências trans. Owl faz parte da All About Trans, uma organização do Reino Unido que trabalha para melhorar a representação trans na mídia. Owl contribuiu com artigos para vários jornais britânicos, incluindo The Guardian e The Independent, bem como para a revista lésbica DIVA. Owl foi uma das pessoas que escreveu o livro Trans Teen Survival Guide, com Fox Fisher, publicado pela Jessica Kingsley Publishers, em 2018.
Em junho de 2020, Owl Fisher e três outros autores renunciaram em protesto à agência literária Blair Partnership, que também representava JK Rowling, quando a empresa se recusou a emitir uma declaração pública de apoio aos direitos dos transgêneros, dizendo que "a liberdade de expressão só pode ser mantida se as desigualdades estruturais que impedem a igualdade de oportunidades para grupos sub-representados são desafiadas e alteradas."

### Carreira política
Em 2016 e 2017, Owl Fisher concorreu ao Parlamento da Islândia em nome de Vinstri Græn, um partido político eco-socialista. Em 2017, saiu do partido depois de este ter formado um governo com o Sjálfstæðisflokkurinn, o partido conservador da Islândia.

## Reconhecimento
Em 2015, Owl Fisher recebeu o prêmio de Ciência e Educação da Siðmennt, a Associação Humanista da Islândia.
Foi uma das pessoas nomeadas pela BBC como uma das 100 mulheres mais inspiradoras do mundo em 2019.

## Publicações
- Fisher, Owl e Fisher, Fox (2021) Livro de exercícios de sobrevivência trans. Londres: Jessica Kingsley Publishers.
- Fisher, Owl e Fisher, Fox (2018) Guia de sobrevivência para adolescentes trans . Londres: Jessica Kingsley Publishers.ISBN 978-1-78592-341-8.